# 金宝寺 (羽島市)
金宝寺（きんぽうじ）は、岐阜県羽島市にある臨済宗妙心寺派の寺院。山号は恵日山。

## 沿革
臨済宗妙心寺の末寺で、慶長元年（1596年）に開創。松堂大和尚を開山として、毛利掃部介源広次を開基とする。
明治24年（1891年）に起きた濃尾地震によって、諸堂が全壊したことから、明治27年（1894年）に本堂が再建された。
領主である毛利家の菩提寺として、格式が高く、宝物を多数所有していたが、逐次散逸してしまい、現在は徳川家より拝領した駕籠と円空仏1体が残されている。
本堂裏にある墓地には八神毛利家累代の墓碑が並んでいる。

## 文化財
- 円空仏 如来像（羽島市指定有形文化財（彫刻））[2][4]
- 金宝寺の駕籠（羽島市指定有形民俗文化財）[4]
- 八神毛利氏歴代の墓（岐阜県指定史跡、羽島市指定史跡）[3][4]

## 交通手段
- 羽島市コミュニティバス八神下車